# Golagondanahalli, Hiriyur
Golagondanahalli là một làng thuộc tehsil Hiriyur, huyện Chitradurga, bang Karnataka, Ấn Độ.